# Huntleya wallisii
Huntleya wallisii är en orkidéart som först beskrevs av Heinrich Gustav Reichenbach, och fick sitt nu gällande namn av Robert Allen Rolfe. Huntleya wallisii ingår i släktet Huntleya och familjen orkidéer.
Artens utbredningsområde är Ecuador. Inga underarter finns listade i Catalogue of Life.